# Cantó de Menton Oest
El cantó de Menton Oest és un cantó francès del departament dels Alps Marítims, situat al districte de Niça. Compta amb tres municipis i part del de Menton.

## Municipis
- Gòrbi
- Menton
- Ròcabruna Caup Martin
- Santa Anha

## Història
| Data d'elecció                           | Identitat       | Partit           | Qualitat |
| ---------------------------------------- | --------------- | ---------------- | -------- |
| 1958-1985                                | Francis Palmero | UDF              |          |
| 1985-1994                                | Jean Pérégrini  | RPR              |          |
| 1994-                                    | Patrick Cesari  | UDF, després UMP |          |
| les dades anteriors no són pas conegudes |                 |                  |          |
|                                          |                 |                  |          |

| 1962 | 1968 | 1975 | 1982 | 1990 | 1999   | 2007   |
| ---- | ---- | ---- | ---- | ---- | ------ | ------ |
| -    | -    | -    | -    | -    | 18.574 | 20.599 |